# Yoni Chetboun
Yonatan "Yoni" Chetboun (Hébreu: יונתן "יוני" שטבון, né le 13 mars 1979) est un homme politique israélien et officier décoré de l'Armée de défense d'Israël (Tzahal) qui est actuellement Lieutenant-colonel de réserve.  En 2021, il est candidat au poste d'ambassadeur d'Israel à Paris. Il est également l'auteur du livre "Sous le feu" (Hebreu: Tahat Esh). Yoni Chetboun a été vice-président de la Knesset, où il a siégé à la commission des affaires étrangères. 
A la Knesset il fonde le Lobby Francophone puis par la suite il est à l'origine de la création du Forum Qualita dont la vocation est d’améliorer de manière significative les chances de réussite des nouveaux immigrants francophones en Israël.
Au cours de son service militaire il reçoit la haute distinction du chef d'état-major pour ses actions durant la deuxième guerre du Liban.
Il est actuellement directeur de Kanaf Stratégie, une société de conseil en stratégie pour les entreprises privées ainsi que les institutions publiques.
Il donne des conférences sur le thème de la prise de décision dans des circonstances extraordinaires.

## Biographie

### Vie personnelle et formation
Yoni Chetboun est né en Israël de parents juifs français juste après qu'ils ont immigré. Son père, Dr. Israel Chetboun est cardiologue. Ses parents l'ont nommé en hommage à Yonatan Netanyahou. Il a grandi à Netanya, où il a étudié au lycée religieux Bnei-Akiva. Il est diplômé d’une licence de science politique, diplomatie et stratégie de l’IDC Herzliya ainsi que d’un Master (Executive MBA) en gestion d’entreprise de l’Université hébraïque de Jérusalem 
Le 15 janvier 2018, il a annoncé sa candidature au poste de maire de Netanya, pour les prochaines élections municipales qui se tiendront le 30 octobre 2018.
Il vit actuellement à Netanya et est marié à Maayan, fille d'immigrants australiens avec laquelle il a 8 enfants.

### Service militaire
En 1998, Yoni Chetboun a été enrôlé dans l'Armée de défense d'Israël au sein de l'unité  Golani. Puis il a été sélectionné pour intégrer l'unité d'élite Egoz,  qui est spécialisée en opérations anti-terroristes. 
Par la suite il est devenu officier et commandant de l'unité Egoz lors de plusieurs opérations au Liban, Gaza, ainsi qu'en Judée-Samarie. 
Lors de l'Opération Rempart son unité était chargée de surveiller la Mouqata'a,  résidence de  Yasser Arafat, alors chef de l'Autorité palestinienne.
Il était commandant du bataillon 51 de la Brigade Golani pendant la seconde guerre du Liban et a pris part à la Bataille de Bint Jbeil. L'une de pertes de la bataille de Bint Jbeil a été celle du Major Roi Klein, ami et commandant de Yoni Chetboun, qui a courageusement sauté sur une grenade afin de sauver plusieurs soldats sur le champ de bataille. Durant cette bataille, Yoni Chetboun a transporté le corps de son ami en dehors du champ de bataille, et l'a remplacé en tant que commandant. Yoni Chetboun a reçu la distinction du chef d'état-major pour ses actions durant la bataille de Bint Jbeil,.  En 2008 il a été libéré de l'armée mais continue à servir en tant que lieutenant-colonel(commandant de bataillon) de réserve.

## Carrière publique

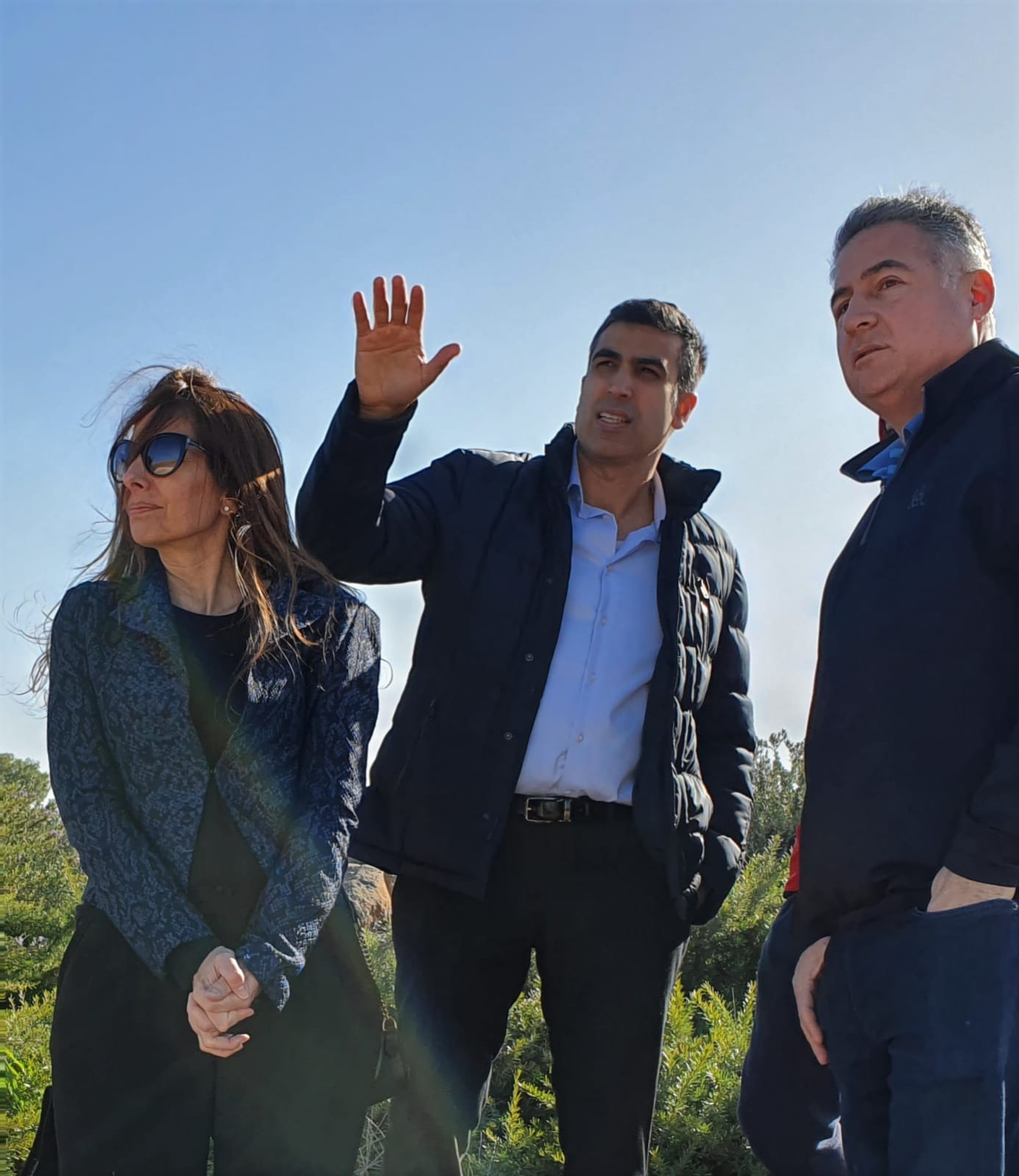
Yoni Chetboun à la frontière de la bande de Gaza avec le PDG de Deloitte Joe Ucuzoglu et son épouse

En 2009, pendant l'opération "plomb durci", Yoni Chetboun a organisé des rassemblements de soutien à l'Armée israélienne ainsi qu'aux résidents du Sud du pays.
En 2010, il fonde le mouvement Ra'ananim. Il s'agit d'un mouvement sioniste pour les jeunes. Son activité principale est de renforcer le Sionisme et l'identité juive parmi les jeunes israéliens.
Au même moment il donne des conférences sur le leadership et la prise de décision à l'Armée, dans les écoles et les universités.  
En 2012, il rejoint le parti HaBayit HaYehudi et est élu en tant que député de la 19eme assemblée(Knesset).

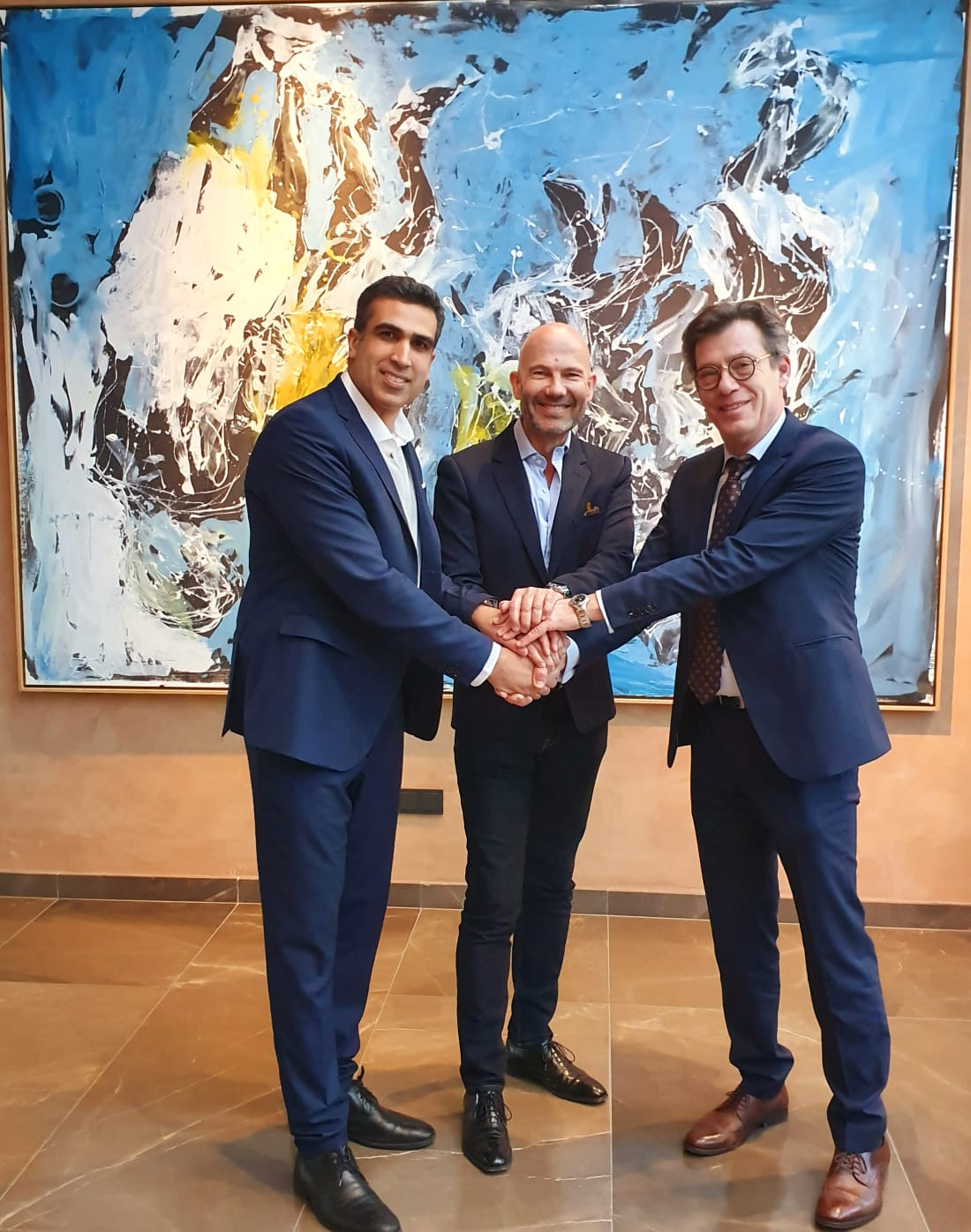
Yoni Chetboun au Luxembourg lors d'une rencontre avec l'ambassadeur Emmanuel Nahshon

### Travail parlementaire
Yoni Chetboun devient vice-président de la Knesset, et siège au comité des affaires étrangères et de la défense. Il est également membre de la délégation israélienne à l'OTAN. Il fonde le forum "voisinage", qui favorise les initiatives dans les quartiers défavorisés. À la suite de la hausse de l'Alya de France, il fonde le Lobby francophone à la Knesset. Il fonde aussi le lobby pour les soldats et les réservistes.
Yoni Chetboun fait passer plusieurs lois, parmi lesquelles :
- Loi pour la protection du consommateur : les enseignes sont obligées d'accepter les coupons à leurs valeurs exactes pendant 5 ans. Avant cela, certains magasins pouvaient prendre un pourcentage sur les coupons et cartes-cadeaux[17].
- Loi sur les études supérieures : La loi annule les bénéfices pour les étudiants n'ayant pas servi à l'armée[18].

Durant la 19e Knesset, une proposition de loi concernant l'enrôlement obligatoire des jeunes ultra-orthodoxes à l'Armée. Yoni Chetboun s'est opposé à cette loi. Le 11 mars 2014, juste avant le vote, Yoni Chetboun a prononcé le désormais célèbre discours "Aime ton prochain comme toi-même".
Durant le discours il dira :

« Le commandement d'aimer son prochain comme soi-même est la base de notre service à l'Armée israélienne. Les héros spirituels de notre nation ont donné leurs vies pour la protection de ce commandement. "Aimer son prochain comme soi-même" signifie aimer vraiment chaque juif et comprendre la connexion spirituelle entre nous tous - notre âme. Cela veut dire, droite et gauche, religieux et non-religieux, Ashkénazes et Séfarades et aussi les ultra-orthodoxes. Je ne peux pas supporter la haine, je ne peux pas accepter l'obsession à les attaquer sans cesse. Il est impossible et interdit d'ignorer les motifs de cette loi. En tant qu'officier et commandant sur tous les fronts, en tant qu'homme qui a perdu des amis, et porté leur dépouille sur le champ de bataille, je choisis aujourd'hui de ne pas déroger à mes principes. J'aime la Torah, j'aime notre état, et je crois profondément en notre merveilleuse nation. »

Le 14 décembre 2014 il quitte le parti HaBayit HaYehudi et rejoint le parti Yahad de  Eli Yishaï Il insiste sur le fait que pour lui ce parti pourrait amener l'unité entre toutes les différentes populations en Israël. Le but de ce parti est également d'apporter son aide à la périphérie. Mais le parti n'obtient aucun siège aux élections législatives de 2015.

### Le lobby pour les nouveaux immigrants francophones à la Knesset
Fin 2013, à la suite de la recrudescence de l'immigration (Alya) francophone en Israël, le député Yoni Chetboun crée pour la première fois à la Knesset un lobby pour les Olim (immigrants en Israël) francophones.
Les buts du lobby sont les suivants : 
- Aider à l'intégration des Olim francophones en collaboration avec les différents ministères, la Knesset et les mairies[26].
- Réunir tous les organismes et associations qui œuvrent pour les immigrants francophones en Israël[27].

Le lobby a été présent dans toutes les commissions à la Knesset (intégration, éducation, économie ...) afin d'aider les Olim à s'intégrer dans le monde du travail.Le lobby a travaillé à la reconnaissance des diplômes universitaires français. De plus, l'équipe du lobby avec à sa tête le député Chetboun  a créé une ligne téléphonique d'aide pour les Olim dans tous les domaines face aux différentes institutions. 
Durant  l'opération bordure protectrice  à Gaza en juillet 2014, Yoni Chetboun lui-même a suivi et aidé les soldats francophones qui ont été blessés, ainsi que les familles francophones dont le fils soldat a été tué. 
A la fin de la guerre, le député Chetboun a organisé un grand évènement au théâtre de Jerusalem pour les soldats francophones isolés en Israël en présence du président de l'État d'Israël Reouven Rivlin. Plus de 1000 personnes y ont assisté.

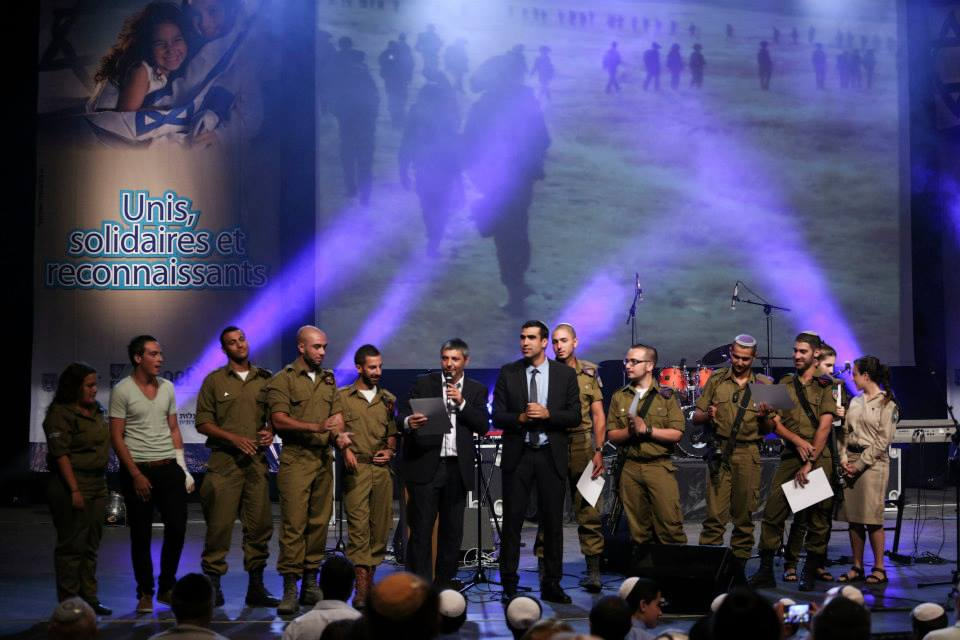
Yoni Chetboun à la cérémonie pour les soldats isolés - août 2014

Et ceci s'ajoute à la longue liste d'évènements des divers organismes francophones que Chetboun a accueillis à la Knesset. 
Le lobby francophone a été à l'origine de la création de QUALITA, un organisme visant à représenter l'ensemble des Olim francophones en Israël, dont Yoni Chetboun a été l'un des fondateurs.

## Carrière privée
En 2011, Yoni Chetboun fonde et devient PDG de la société Kanaf-Stratégie.
Il continue à donner des conférences dans des sociétés privées ainsi que dans des organisations publiques de par le monde. Son domaine de prédilection est la sécurité d'Israël et la prise de décision en situation de crise.

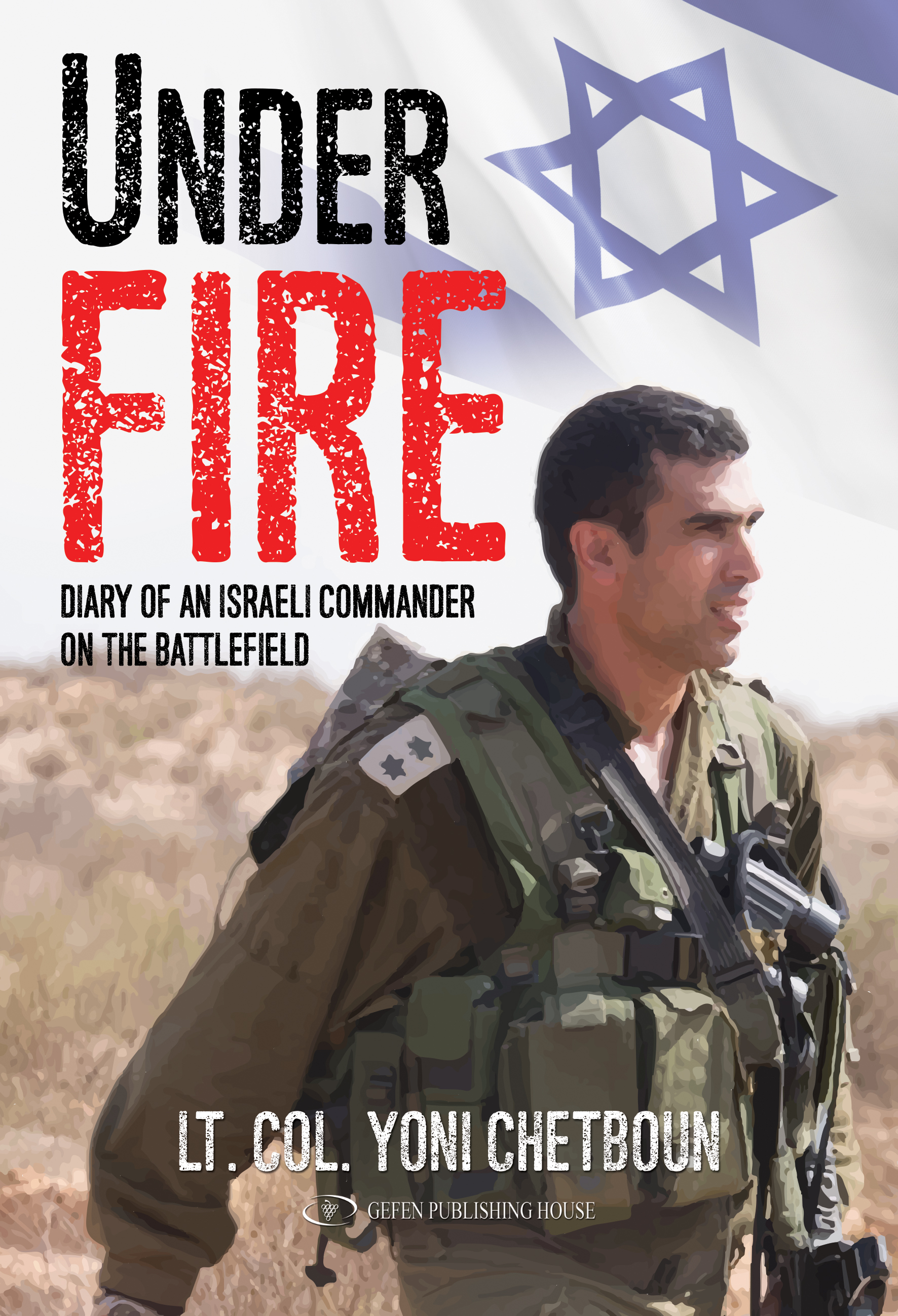
Couverture du livre Under Fire en anglais.

En juin 2016, Yoni Chetboun publie son prermier livre en hébreu : Tahat Esh, Sous le feu en français 
Le livre est publié par Yediot Sfarim et il y raconte son expérience dans l'armée, y compris des anecdotes du champ de bataille et une réflexion sur l'influence de son service militaire sur sa vie familiale. Il aborde les actions de Roi Klein et comment il (Yoni Chetboun) a pris des décisions sur le champ de bataille. Il y développe également ses idées concernant la sécurité israélienne. Le livre a été traduit en anglais et est en cours de traduction en français.

### Sa vision de la sécurité
Dans son livre et au cours de ses conférences, Yoni Chetboun souligne trois concepts clés de la sécurité :
1. Les manœuvres au sol sont toujours les plus importantes. Les technologies modernes doivent être utilisées pour assister les forces au sol mais pas pour les remplacer, de manière que l'ennemi ressente une pression militaire importante[35].
2. La lutte contre le terrorisme nécessite une étroite collaboration entre les services de renseignements et les forces d'action sur le terrain[36].
3. Les pays doivent avoir une idéologie claire, une croyance en la justesse de leur cause. Le modèle d'armée du peuple, selon lequel les civils israéliens de tous bords sont enrôlés au service militaire obligatoire a prouvé son efficacité en période de tension[37].